# Tony Grealish
Tony Grealish (Paddington, London,  1956. szeptember 21. – Ilfracombe, 2013. április 23.) válogatott ír labdarúgó, középpályás, edző.

## Pályafutása

### Klubcsapatban
A Leyton Orient csapatában kezdte a labdarúgást. Játszott a Luton Town, a Brighton & Hove Albion, a West Bromwich Albion, a Manchester City, a Rotherham United, a Walsall és a Bromsgrove Rovers együtteseiben. Grealish volt a Brighton csapatkapitánya az 1983-as angol kupadöntőn.

### A válogatottban
1976 és 1985 között 45 alkalommal szerepelt az ír válogatottban és nyolc gólt szerzett. 17 alkalommal csapatkapitányként lépett a pályára.

### Edzőként
2002 és 2003 között az Atherstone Town vezetőedzője volt.

## Sikerei, díjai
Brighton & Hove Albion
- Angol kupa
  - döntős: 1983

## Családja
Londonban született ír szülők gyermekeként. Unokaöccse Example (lliot John Gleave)
énekes, rapper.

## Halála
Grealish 2013. április 23-án 56 éves korában rák következtében hunyt el.